# Alethriko
Alethriko (griechisch Αλεθρικό, türkisch Aletriko) ist ein Ort im Bezirk Larnaka in Zypern. Im Jahr 2021 hatte der Ort 1652 Einwohner.

## Lage

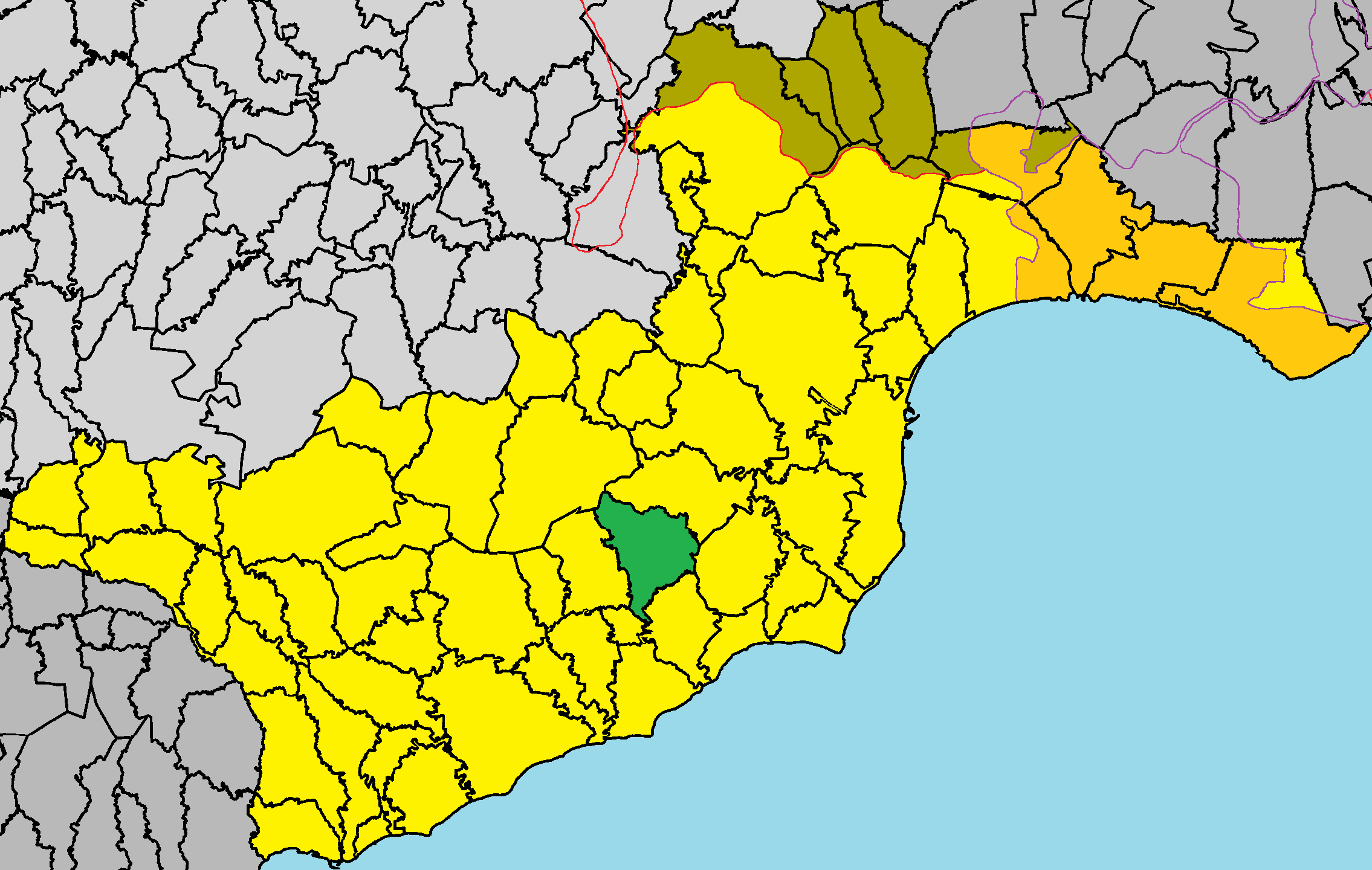
Lage im Bezirk Larnaka

Alethriko liegt in der südöstlichen Mitte der Insel Zypern auf 120 Metern Höhe, etwa 36 km südöstlich der Hauptstadt Nikosia, 14 km südwestlich von Larnaka und 46 km nordöstlich von Limassol. Die Entfernung zum Mittelmeer beträgt etwa 7 Kilometer. 
Der Ort befindet sich direkt an der Autobahn 5 zwischen Larnaka und der A1, welche den Westen Zyperns erschließt. Durch Alethriko selbst führt zusätzlich die B5, ebenfalls von Larnaka kommend. Die größeren Städte der Insel sind also gut von dem Ort aus über die Autobahn zu erreichen.
Orte in der Umgebung sind Klavdia im Nordosten, Tersefanou im Osten, Kivisili und Aplanta im Süden sowie Anglisides im Nordwesten.